# Blountstown
Blountstown város az USA Florida államában, Calhoun megyében, melynek megyeszékhelye is. Lakosainak száma 2266 fő (2020. április 1.).

## Népesség
A település népességének változása:

| 2010 | 2 514 |
| 2020 | 2 266 |